# Neschons
Neschons war die Gemahlin des Pinudjem II. in der ägyptischen 21. Dynastie (um 980 v. Chr.). Sie war eine der bedeutendsten Frauen ihrer Zeit.

## Bedeutung
Neschons war die Tochter von Smendes II. und von dessen Gemahlin Tahenetdjehuty. Ihr Vater und ihr Gemahl waren „Hohepriester des Amun“ und damit die wichtigsten Männer ihrer Zeit in Oberägypten. Neschons selbst trug aber auch eine Reihe von außergewöhnlichen Titeln. Sie war „Vizekönig(in) von Kusch“, „Vorsteherin der Fremdländer“ und „Priesterin des Chnum“. Dies sind Bezeichnungen, die sonst meist nur bei Männern belegt sind und eine bemerkenswerte Machtfülle demonstrieren. Daneben war sie unter anderem auch noch „Haremsvorsteherin“, was ein eher typisch weiblicher Titel dieser Zeit ist.

## Begräbnis

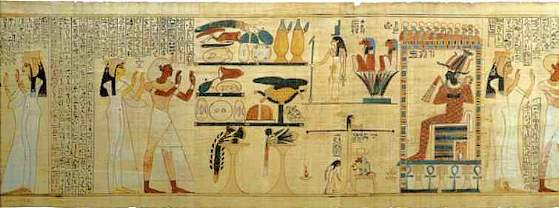
Ausschnitt aus dem Totenbuch der Neschons

Neschons ist vor allem von ihrem Begräbnis bekannt, das sich in der königlichen Cachette in Theben-West (TT320) zusammen mit den Pharaonen des Neuen Reiches und hohe Personen ihrer Zeit fand. Sie wurde in zwei Särgen bestattet, hatte zwei Totenbücher, ein Set an Kanopenkrügen und verschiedene Uschebtis. Aus dem Grab stammt sicherlich auch eine hölzerne Stele, die sich heute im British Museum in London befindet und auf der sich ihre hohen Titel fanden. Bemerkenswert ist ein Dekret, das sich bei ihrer Bestattung fand und versichert, dass ihre Uschebtis bezahlt wurden. Ihre Mumie gilt als eine der besterhaltenen Ägyptens.
Neschons starb im 5. Jahr des Siamun.